# Vožnja kanuom
Vožnja kanuom aktivnost je koja uključuje veslanje kanua s jednim veslom. Većina današnjih kanua vozi se kao dio sportske ili rekreacijske aktivnosti. U nekim dijelovima Europe kanu se odnosi i na kanu i na kajak, pri čemu se kanu naziva otvorenim kanuom.
Nekoliko rekreacijskih oblika su: kanu kampiranje i kanu utrke. Ostali oblici uključuju raspon vožnje kanuom po jezerima i rijekama.

## Povijest organiziranog rekreativnog veslanja kanuom
Vožnja kanuom drevni je oblik prijevoza. Suvremeni rekreacijski kanu nastao je krajem 19. stoljeća. Godine 1924. savezi kanuista iz Austrije, Njemačke, Danske i Švedske osnovali su „Međunarodno predstavništvo za kanu sportove”, preteču „Međunarodne kanu federacije”. Kanu je postao dio Ljetnih olimpijskih igara 1936. Glavni oblik natjecateljskog sporta bio je sprint u kanuu. Ostali uključuju: kanu polo, kanu na divljim vodama, kanu maraton, ICF kanu maraton i kanu slobodnim stilom. Ima preko 170 nacionalnih kanu saveza.
Ljetne olimpijske igre uključuju natjecanja u kanuu. Slalom (ranije poznat kao slalom na divljim vodama) natjecateljska je disciplina s ciljem kretanja kanua ili kajaka kroz stazu, koja ima viseća vrata na riječnim brzacima u najbržem mogućem vremenu. Druga disciplina kajaka i kanua na Ljetnim olimpijskim igrama je spust.

## Galerija
- Vožnja kanuom po ledu.
- Animacija vožnje kanuom.
- Kanu na divljim vodama.
- Natjecanje u slalomu.